# حجر اسماعیل

حِجر اسماعیل

حِجر اسماعیل فضایی است بین کعبه و دیواری نیم دایره به عرض حدود ۱۰ متر که از رکن عراقی تا رکن شامی را شامل می‌شود. دیواری است با ارتفاع ۳۰/ ۱ متر که قوسی شکل بوده و حجر اسماعیل نامیده می‌شود. حجر اسماعیل یادگار زمان ابراهیم و اسماعیل و مدت زمانی پس از بنای کعبه می‌باشد. بنابراین، قدمت و پیشینه آن به زمان بنای کعبه به دست ابراهیم می‌رسد.
نقل‌های تاریخی حکایت از آن دارد که اسماعیل در همین قسمت زندگی می‌کرد و خیمه گاه او در این سوی بوده‌است. مادرش هاجر نیز با وی در همین جا می‌زیست و پس از مردن، در حجر دفن شد. از   جعفر صادق (امام ششم شیعیان) نقل شده‌است که گفت:«الحِجرُ بَیتُ إِسمَاعِیلَ وَ فِیهِ قَبرُ هَاجَرَ وَ قَبرُ إِسمَاعِیلَ»؛(۱۶) «حجر، خانه اسماعیل و محل دفن هاجر و اسماعیل است.»
در برخی از روایات آمده‌است که پیامبران زیادی در اینجا مدفون شده‌اند. در اصل، حجر اسماعیل جزئی از کعبه به‌شمار می‌آید به همین علت این ناحیه جزء مطاف نیست و طواف کنندگان باید آن را دور بزنند نه آنکه داخلش شوند.
گویا برای نخستین بار، منصور عباسی حجر اسماعیل را با سنگ‌های سفید پوشانید. پس از آن در دوره مهدی و نیز هارون الرشید عباسی این سنگ‌ها تعویض و نو شد.

## ناودان رحمت
«ناودان رحمت» (میزاب الرحمة) یا «ناودان طلا»، ناودانی از جنس طلاست که بر بام کعبه نصب شده و به سمت حجر اسماعیل است. هرگاه باران بر بام کعبه ببارد، آب از ناودان در این فضای حجر اسماعیل می‌ریزد.